# Glyphomitrium reichenbachianum
Glyphomitrium reichenbachianum là một loài rêu trong họ Ptychomitriaceae. Loài này được (Lorentz) Broth. mô tả khoa học đầu tiên năm 1902.